# Avenida Georgia
La avenida Georgia (en inglés: Georgia Avenue) es una arteria con orientación norte-sur que recorre el noroeste de Washington D. C. y el condado de Montgomery. Dentro del distrito de Columbia, la avenida Georgia también es la ruta 29. Tanto la Universidad Howard como el Walter Reed Army Medical Center están en la avenida Georgia. La longitud total de la avenida es de 24 millas (39 km), de los cuales 5 millas (8 km) están en Washington D. C.
La avenida Georgia originalmente se llamaba 7th Street Extended, y posteriormente avenida Brightwood, hasta recibir su nombre actual. Anteriormente, la avenida Potomac en el sudeste de Washington se llamaba Georgia Avenue.

## Servicio de tránsito

### Metrobús
Las siguientes paradas del metrobús están a lo largo de la avenida (de norte a sur):
- 70, 71 (estación Silver Spring a 7th St.)
- 79 (servicio de parada limitada a la estación Silver Spring a 7th St.)
- 62 (Kansas Ave. a New Hampshire Ave.)
- 60 (Upshur St. a New Hampshire Ave.)
- K1 (sentido sur solamente (PM) de Eastern Ave. a Butternut St.; servicio sur solamente (AM) de Dahlia St. a Eastern Ave.)
- Y5, Y7, Y8, Y9 (Olney-Sandy Spring Rd. a la estación Silver Spring)
- Q2 (Veirs Mill Rd. a la estación Silver Spring)
- J5 (I-495 a la estación Silver Spring)

### Ride On
Las siguientes rutas del Ride On pasan a lo largo de la avenida (de norte a sur):
- 28 Van Go shuttle (sentido sur solamente de Bonifant St. a 13th St.)
- 33 (Glenmont station a Arcola Ave.)
- 51 (Hewitt Ave. a la estación Glenmont)
- 53 (Prince Phillip Dr. a la estación Glenmont, expreso sur de Norbeck Rd.)
- 52 (Both directions from Olney-Sandy Spring Rd. to Hines Rd.; northbound only from Norbeck Rd. to Hines Rd.)

### MARC
Las siguientes paradas del MARC están cerca de la calle:
- Silver Spring